# Vodárenská věž

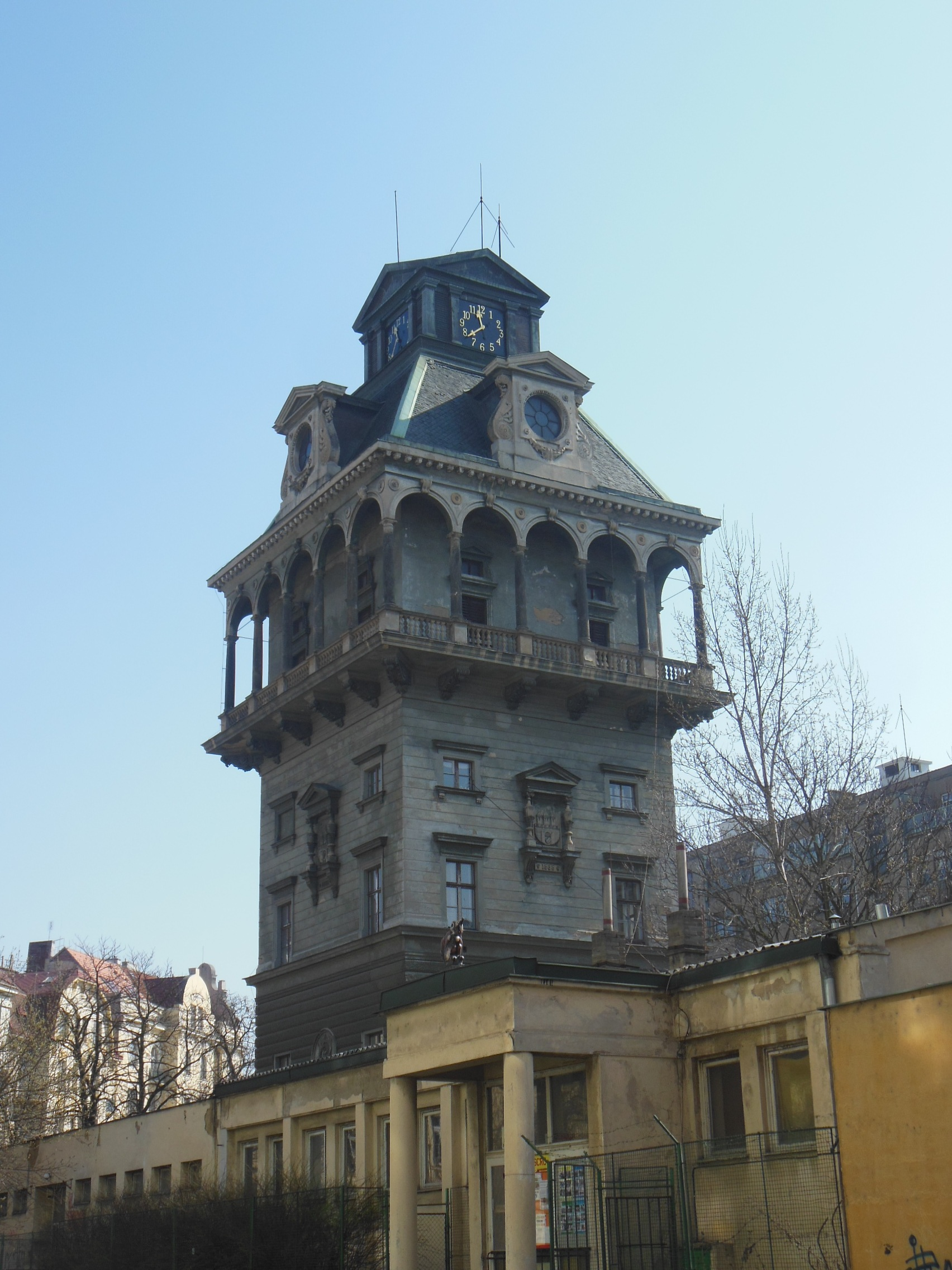
Praha, Na výšinách, Letenská vodárenská věž

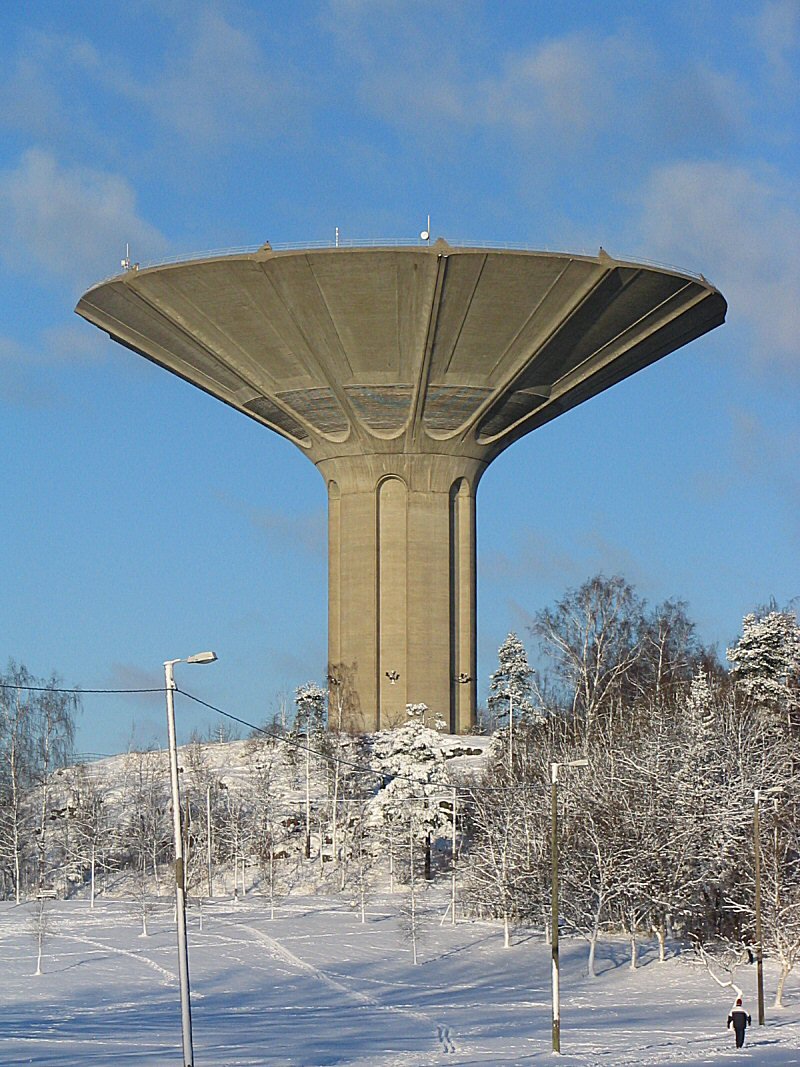
Vodárenská věž v Roihuvuori (Helsinki, Finsko)

Vodárenská věž nebo věžový vodojem je jednou z možných podob vodojemu, kdy je zásobník vody umístěn nad úrovní terénu.

## Princip

Princip funkce vodárenské věže: 1. Čerpadlo, 2. Zásobník vody, 3. Koncoví uživatelé

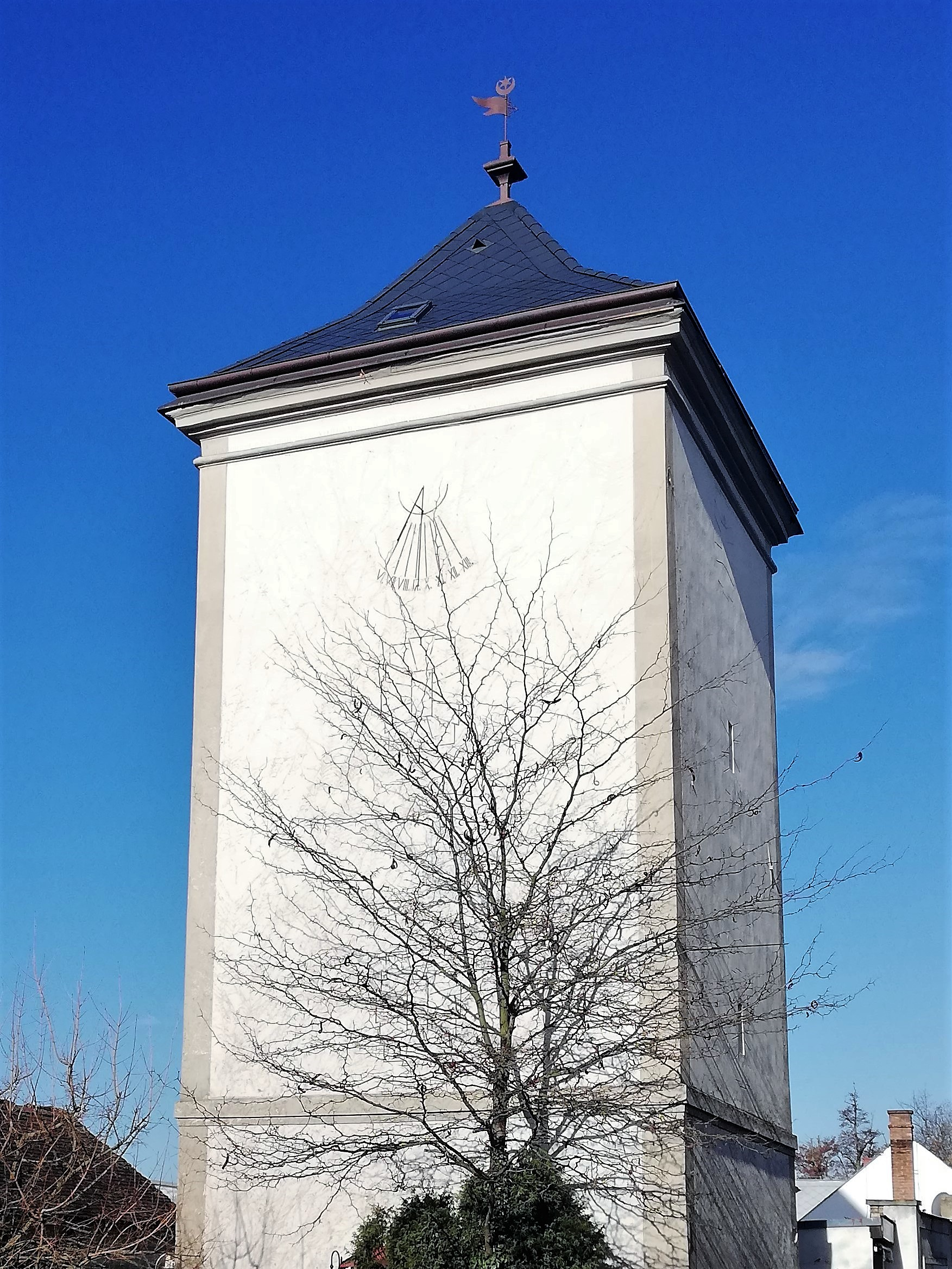
Jičín, Kollárova, vodárenská věž z roku 1543

Vodárenská věž je vyvýšená konstrukce podpírající vodní nádrž. Nádrž je umístěna ve výšce dostatečné k natlakování rozvodného systému pitné vody a k zajištění nouzového skladování pro požární ochranu. Vodárenské věže často fungují ve spojení s podzemními nebo povrchovými nádržemi, které ukládají upravenou vodu blízko místa, kde bude použita. Jiné typy vodárenských věží mohou uchovávat pouze nepitnou vodu pro požární ochranu nebo průmyslové účely a nemusí být nutně napojeny na veřejný vodovod.
Vodu do věžového vodojemu dodává čerpadlo.
Vodárenské věže jsou schopny dodávat vodu i při výpadcích proudu, protože hydrostatický tlak zvýšené úrovně vody tlačí vodu do rozvodů; nemohou však dodávat vodu po dlouhou dobu bez napájení, protože k doplnění věže je obvykle vyžadováno čerpadlo. Vodárenská věž také slouží jako nádrž, která pomáhá s potřebami vody v době špičky. Hladina vody ve věži obvykle klesá během hodin nejvyššího využití dne a poté ji čerpadlo během noci znovu naplní. Tento proces také chrání vodu před zamrznutím v chladném počasí, protože věž je neustále vypouštěna a doplňována.

## Historie
Historie vodárenských věží sahá do dob antického Říma. Hlavní město říše mělo v roce 100 n. l. 19 akvaduktů, 250 vodárenských věží et 1 352 fontán. Další historie věžových vodojemů přes 600 let stará. Za nejstarší takovou věž v Německu je považována Velká vodní věž (Grosse Wasserturm) v Augsburgu z roku 1416.
V Praze je nejstarší vodárenská věž Šítkovská. Původní dřevěná věž z roku 1495 byla nahrazena kamennou, dodnes stojící stavbou v letech 1588 až 1591. Kamenná vodárenská věž v Jičíně z roku 1543 nahradila původní dřevěnou, poprvé zmiňovanou v roce 1502.

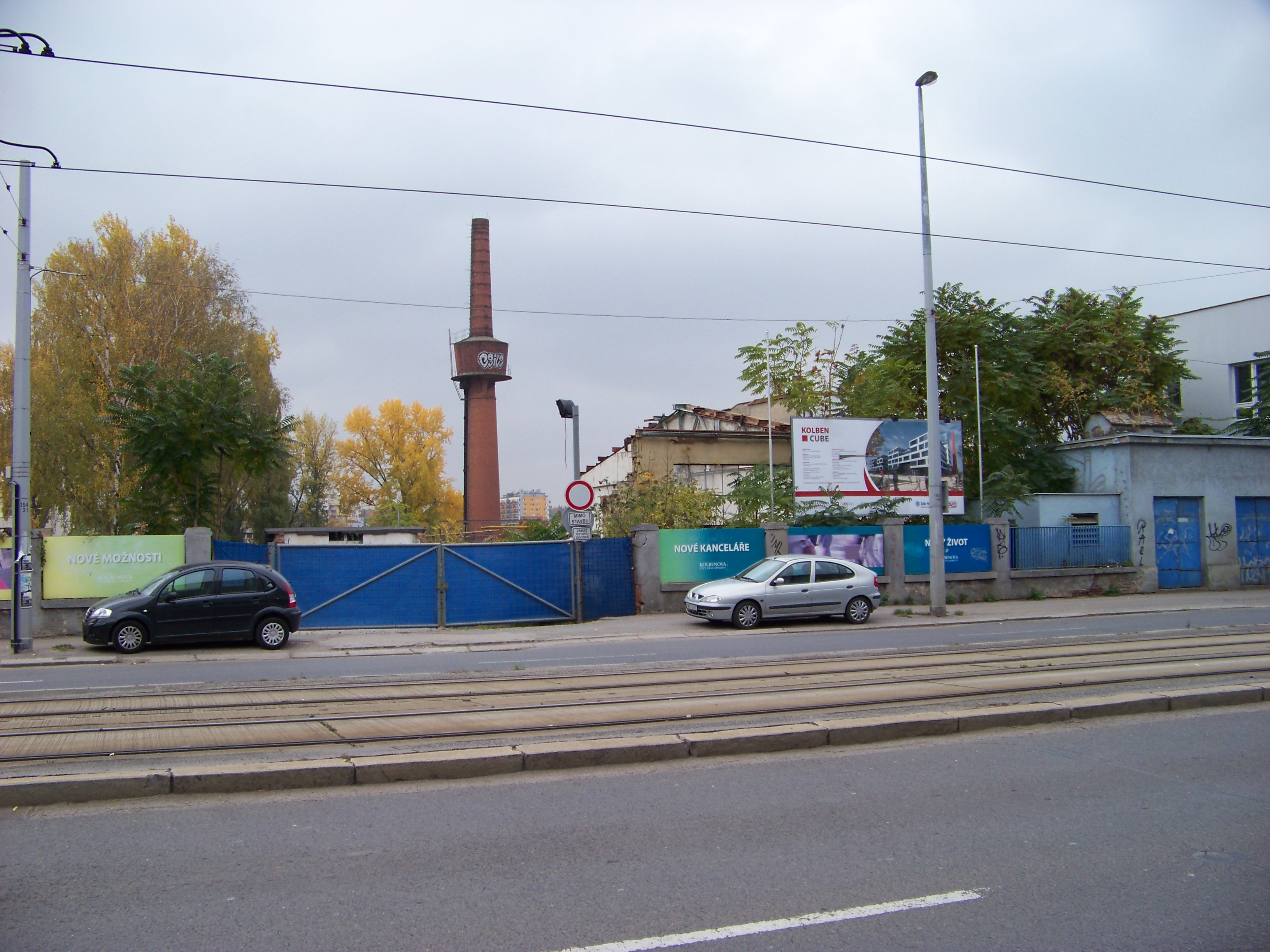
Komín s vodojemem (bývalá továrna Praga, Praha–Vysočany

### Tovární komíny s vodojemy
Zvláštním druhem vodojemů jsou nádrže umístěné na továrních komínech, které se stavěly ve 2. polovině 19. a 1. polovině 20. století. Sloučením funkce komínu a vodojemu došlo k úspoře zastavěné plochy a nákladů (výstavba jednoho objektu místo dvou). V Česku jsou příkladem takového řešení např. tovární komín v Mělníku, vybudovaný v letech 1948–1949.

### Drážní vodojemy

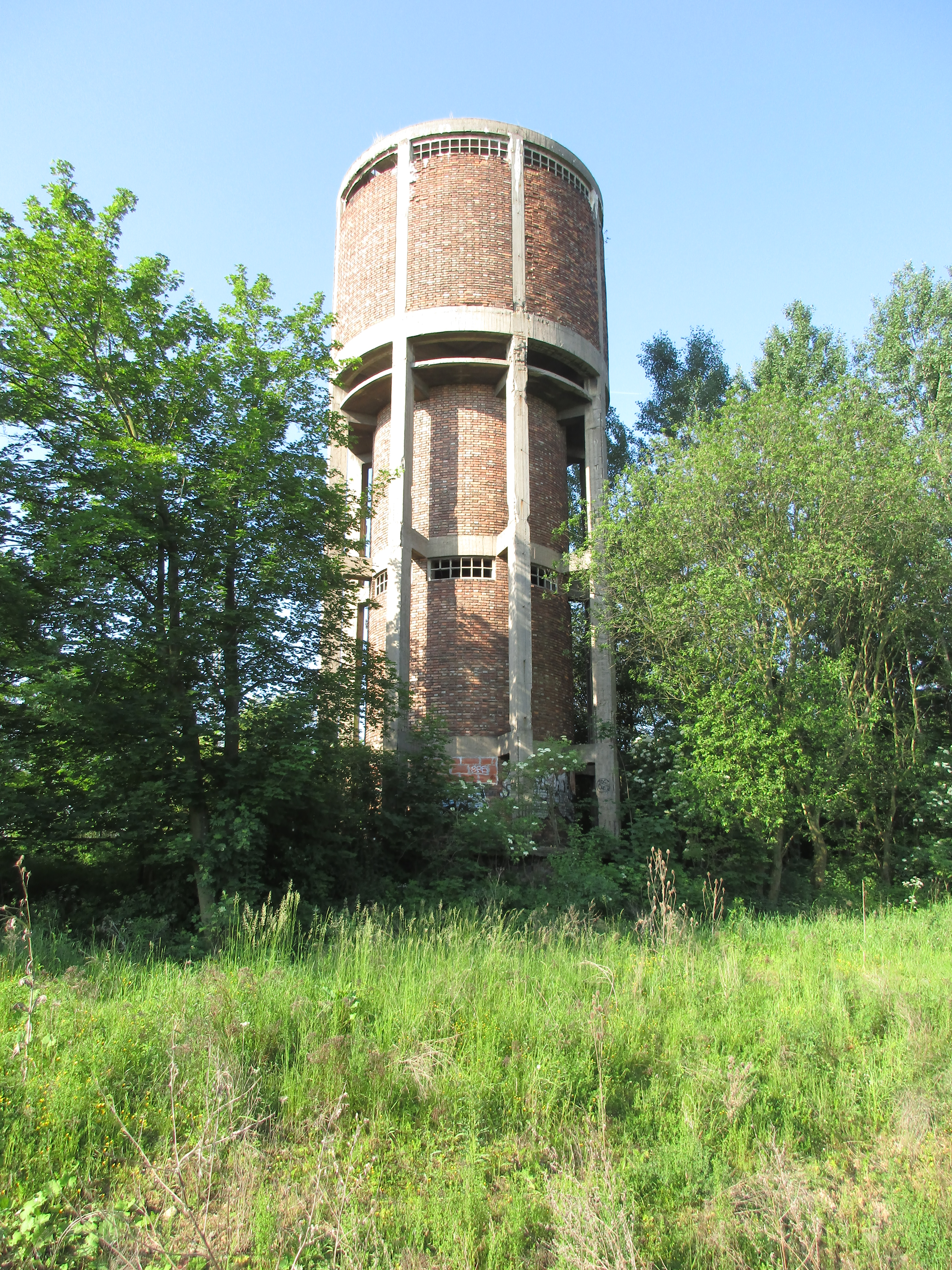
Praha-Běchovice, věžový vodojem podle návrhu Josefa Dandy

Ke zbrojení parních lokomotiv vodou byly u železničních stanic stavěny drážní vodojemy. První vodojemy byly stavěny jako samostatné věžové zděné budovy s vodní nádrží v patře (Drážní vodojem (Zbytiny)) případně s křídly, kde bylo technické zařízení, parní čerpadlo nebo sklad (Drážní vodárna (Kasejovice)). Tyto stavby většinou byly stavěny podle typizovaných plánů jednotlivých železničních společností. V Praze-Běchovicích je vodojem postavený dle návrhu Josefa Dandy. Čtyřpatrová vodárenská věž s válcový skeletem ze železobetonu. V Bohumíně je unikátní vodojem v areálu lokomotivního depa, byl postaven na přelomu třicátých a čtyřicátých let 20. století. Zásobníky vody byly umístěné v nejvyšším patře sedmipatrové administrativní budovy depa.

## Novodobé využití
Mnohé vodárenské věže již neslouží původnímu účelu a jsou využívány např. jako muzea (vodárenská věž v Třeboni), spolkové prostory (Praha–Letná), byty (Karviná–Hranice), galerie či penzion (Jičín). Více bývalých vodárenských věží slouží jako rozhledny (např. Kolín)

## Vodárenské věže v Česku (příklady)
- Vodárenská věž v Bechyni-Senožatech
- Bubenečská vodárenská věž
- Vodárenská věž v Cihelnách
- Vodárenská věž (České Budějovice)
- Věžový vodojem (Brno)
- Vodárenská věž Děvín
- Vodárenská věž (Dobřany)
- Vodárenská věž v Duchcově
- Vodárna na Hladnově
- Vodárenská věž (Jičín)
- Vodárenská věž (Karviná)
- Vodárna Kolín
- Letenská vodárenská věž
- Libeňská vodárenská věž
- Malostranská vodárenská věž
- Novomlýnská vodárenská věž
- Secesní vodárna (Nymburk)
- Vodárenská věž v Opařanech
- Vodárenská věž (Otvice)
- Vodárenská věž pivovaru Plzeňský Prazdroj
- Vodárenská věž (Plzeň)
- Staroměstská vodárenská věž
- Šítkovská vodárenská věž
- Šternberská vodárna
- Turecká věž
- Vinohradská vodárenská věž
- Vršovická vodárna (Michle)

## Vodárenské věže v zahraničí (příklady)
- Vodárenská věž (Ciechanów)
- Vodárenská věž (Freising)
- Vodárenská věž v Ohlsdorfu
- Vodárenská věž (Silkeborg)
- Vodárenská věž (Vratislav)
- Jumbo Water Tower vodárenská věž v Anglii